# لوری-آن مونزه
لوری-آن مونزه (انگلیسی: Lori-Ann Muenzer؛ زادهٔ ۲۱ مهٔ ۱۹۶۶) دوچرخه‌سوار اهل کانادا بود.
وی در مسابقات کشوری و بین‌المللی در مجموع برندهٔ ۱ مدال طلا، ۲ مدال نقره، ۲ مدال برنز شده‌است.